# بيليغروس
بلدية برقلش (بالإسبانية: Peligros، بيليغروس) هي بلدية تقع في مقاطعة غرناطة التابعة لمنطقة أندلوسيا جنوب إسبانيا.

## الديموغرافيا
بلغ عدد سكان بلدية برقلش 11.021 نسمة عام 2011 (وفقاً للمعهد الوطني الإسباني للإحصاء).
| 6.983 | 7.380 | 8.015 | 10.037 | 10.597 | 10.910 | 11.021 |

## توأمة
لبرقلش اتفاقيات توأمة مع كل من:
- مجيك
- بارال